# Secret Shine

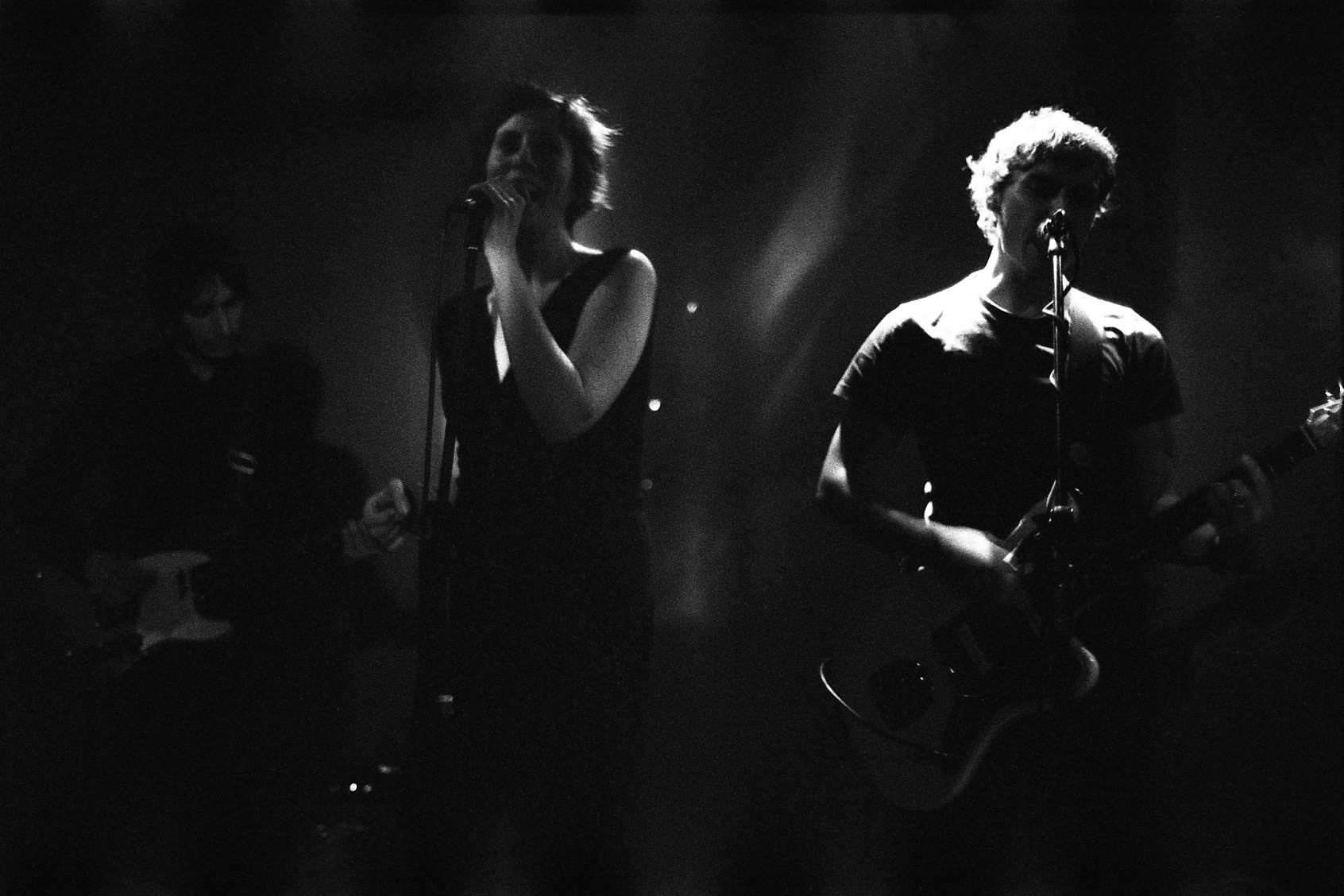

Secret Shine est un groupe britannique de shoegazing qui évolua au début des années 1990.

## Biographie
Le groupe fut fondé en 1990 par Jamie Gingell et le guitariste Scott Purnell. On peut les situer musicalement entre le son noisy de My Bloody Valentine et la pop aérienne de Ride ou Slowdive. Appartenant au mouvement shoegazing, ils ont publié la plupart de leurs disques sur le label de Bristol Sarah Records, jusqu'à leur séparation en 1994. La compilation After Years sortie chez Clairecords comprend l'essentiel de leur œuvre.
Secret Shine se reforme en 2005 après avoir donné un concert en hommage au batteur Tim Morris, mort dans un accident de la route. Un nouvel EP, Elemental, est publié début 2006 chez Razorblade.

## Discographie

### Singles et EP
- After Years (single, 1991, Sarah)
- Unbearable (single, 1991, A Turntable Friend)
- Ephemeral (single, 1992, Sarah)
- Loveblind (single, 1993, Sarah)
- Greater Than God (EP, 1994, Sarah)
- Elemental (EP, 2006, Razorblade)

### Albums
- Untouched (1993, Sarah)

### Compilations
- After Years (2004, Clairecords)